# Marion Hutton
Marion Hutton (Battle Creek, 1919. március 10. – Kirkland, 1987. január 10. vagy 1987. január 12.) amerikai énekesnő, filmszínésznő. Betty Hutton filmszínésznő és énekesnő nővére volt.

## Pályakép
Marion Hutton a michigani Battle Creekben (más forrás szerint az arkansasi Fort Smith-ben) született. Hutton apja vasúti munkás volt. Amikor Marion Hutton még csak négyéves volt, az apa elhagyta a családot. Két lányának támogatása érdekében a lányok anyja egy kis helyet szorított otthonukban, ahol Marion és a nővére, Betty gyakran fellépett a leendő mecénások előtt. A rendőrséggel való állandó gondok miatt a család végül Detroitban költözött. Marion tizenhatévesen kénytelen volt abbahagyni az iskolát, hogy egy drogériában dolgozva segítsen eltartani a családját.
Az 1930-as évek végén Marion és Betty Detroit környékén kezdett fellépni. A korszak legtöbb énekesétől merőben eltérő, energikus és mozgalmas stílusban énekelve hamar felkeltették Vincent Lopez zenekarvezető figyelmét. Amikor Glenn Miller egy este Bostonban hallotta a két nővért énekelni. Miller meghívta Mariont az zenekarába. (Miller úgy gondolta, hogy Marion könnyebben kezelhető lesz).
Marion Huttont a zenekarban mindenki kedvelte, mind énektehetsége, mind ragyogó személyisége miatt. Miller zenekarának tagjaként Hutton visszafogottabban énekelt és lépett fel, mint a nővérével való közös munka során. Miller ugyanis nem úgynevezett „sztárokat” a zenekarba, Huttonnak csak egy újabb tagjává kellett válnia a zenekarnak.
1939 nyarán Hutton egy alkalommal kimerültsége miatt összeesett a színpadon. Kay Starr szerepelt a helyén, míg fel nem épült. Hutton azon az őszön csatlakozott újra a zenekarhoz. Egyszecsak felkerült a Down Beat magazin címlapjára.
1940-ben Hutton és Jack Philbin összeházasodott. 1940 decemberében egy pletyka rovatvezető rájött, hogy terhes. Rövidesen otthagyta a zenekart, de továbbra is  szerepelt Miller rádióműsorában. Dorothy Claire énekelt a színpadon a helyén, de aztán Miller elengedte Claire-t, hogy elkerüljön olyan jogi bonyodalmakat, melyek szerződésszegés vádjával indultak volna.
Huttonnak fia született, majd augusztusban visszatért Millerhez. 1942. szeptemberében Miller bekerült a hadsereg légierejébe. Marion nem tudta végigcsinálni a búcsú előadást, mert sírva fakadt, és lerohant a színpadról.
A Miller-zenekar kényszerű feloszlás után némi kerülő későbbcsatlakozott Horace Heidt zenekarához. Noha nagyon sikeresek voltak, feltűntek a Crazy House című Universal filmben is, aztán 1943-ban önálló lett. 1944. szeptember 2-án utoljára lépett fel Millerrel egy háromirányú rádiókapcsolaton keresztül egy angliai és franciaországi katonáknak sugárzott műsorban.
A Miller utáni időszakban népszerűsége csökkenni kezdett. Nővére csillaga ezalatt emelkedett Hollywoodban. Kudarai ellenére Marion folytatta az éneklést, és 1945-ben szerződött Decca Recordssal. 1946-ban megszületett második gyereke, akinek vérátömlesztésre volt szüksége.
A következő évben Hutton ismét aktívvá vált. Tudatosan próbálta megváltoztatni a stílusát, hogy kevésbé hasonlítson Bettyre, de soha nem tudta teljesen legyőzni a hasonlóságot. A Marx Brothers 1949-es „Love Happy” című filmje mellett Jack Carson rádióműsorának is állandó szereplője lett. Fellépett Harry S. Truman elnök elött.
1947 végén Marion és Philbintől elnvált. 1949-ben hozzáment Jack Douglas íróhoz. Douglasszal egy zenés vígjátékban szerepelt, amit a Metro-Goldwyn-Mayer rögzitett.
1954 decemberében Marion hozzáment Vic Schoen-höz, az The Andrews Sisters zenei igazgatójához. 1955 elején Bettyvel együtt készített felvételeket utton Sisters néven.
Marion később alkoholizmussal küzdött. 1965-től nem kért kezelést, hanem életét annak szentelte, hogy segítsen más, ugyanilyen problémával küzdő nőkön. 1972-ben  iskolába ment, és mesterdiplomát szerzett családi tanácsadásból. Vic Schoennel Kirklandben telepedett le, ahol egy női alkoholos kezelési központ igazgatójaként dolgozott. Ezt a pozíciót egészen 1987-ben bekövetkezett haláláig töltötte be.

## Lemezválogatás
- 1939: Ding Dong the Witch is Dead, with Glenn Miller and his Orchestra
- 1942: That's Sabotage with Glenn Miller and his Orchestra
- 1940: The Rhumba Jumps vocal with Tex Beneke, with Glenn Miller and his Orchestra
- 1940: Say 'Si Si' with Glenn Miller and his Orchestra
- 1942: I've Got a Gal in, Kalamazoo vocal with Tex Beneke and the Modernaires